# Шибанова, Лилия Васильевна
Ли́лия Васи́льевна Шиба́нова (род. 13 октября 1953, Воронеж, СССР) — советская и российская гражданская активистка, глава независимой группы по наблюдению за выборами «Голос», с 2012 года член Московской Хельсинкской группы. Награждена Премией свободы имени Андрея Сахарова.
Получила два высших образования: специальность «инженер-гидрогеолог» в Грозненском нефтяном институте и «экономист» в Киевской сельскохозяйственной академии. С 1976 по 2001 годы преподавала в Астраханском техническом колледже, с 1995 по 2002 годы руководила совместными проектами с Фондом Фридриха Наумана, с весны 2001 года — координатор ГОЛОСа, с октября того же года — исполнительный директор организации.
В 2012-2018 годах входила в состав Совета по правам человека.
12 мая 2016 года Лилия Васильевна была задержана белорусскими пограничниками по дороге в Москву.